# Mai Nakachi
Mai Nakachi (中地 舞?, Nakachi Mai; Chiba, 16 dicembre 1980) è un'ex calciatrice giapponese di ruolo difensore.

## Carriera

### Nazionale
Nel dicembre 1997, Nakachi è convocata nella Nazionale maggiore in occasione della Coppa d'Asia 1997, dove esordisce nella partita contro Guam. Nakachi ha disputato anche il Mondiale 1999 e Mondiale 2003. In tutto, Nakachi ha giocato 30 partite con la Nazionale nipponica.

## Statistiche

### Cronologia presenze e reti in nazionale
| Cronologia completa delle presenze e delle reti in nazionale ― Giappone | Cronologia completa delle presenze e delle reti in nazionale ― Giappone | Cronologia completa delle presenze e delle reti in nazionale ― Giappone | Cronologia completa delle presenze e delle reti in nazionale ― Giappone | Cronologia completa delle presenze e delle reti in nazionale ― Giappone | Cronologia completa delle presenze e delle reti in nazionale ― Giappone | Cronologia completa delle presenze e delle reti in nazionale ― Giappone | Cronologia completa delle presenze e delle reti in nazionale ― Giappone |
| Data                                                                    | Città                                                                   | In casa                                                                 | Risultato                                                               | Ospiti                                                                  | Competizione                                                            | Reti                                                                    | Note                                                                    |
| ----------------------------------------------------------------------- | ----------------------------------------------------------------------- | ----------------------------------------------------------------------- | ----------------------------------------------------------------------- | ----------------------------------------------------------------------- | ----------------------------------------------------------------------- | ----------------------------------------------------------------------- | ----------------------------------------------------------------------- |
| 5-12-1997                                                               | Canton                                                                  | Giappone                                                                | 21 – 0                                                                  | Guam                                                                    | Coppa d'Asia 1997                                                       | -                                                                       |                                                                         |
| 14-12-1997                                                              | Canton                                                                  | Giappone                                                                | 2 – 0                                                                   | Taipei cinese                                                           | Coppa d'Asia 1997                                                       | -                                                                       |                                                                         |
| 21-5-1998                                                               | Kobe                                                                    | Giappone                                                                | 0 – 2                                                                   | Stati Uniti                                                             | Coppa Kirin                                                             | -                                                                       |                                                                         |
| 24-5-1998                                                               | Yokohama                                                                | Giappone                                                                | 0 – 3                                                                   | Stati Uniti                                                             | Coppa Kirin                                                             | -                                                                       |                                                                         |
| 24-10-1998                                                              | Seul                                                                    | Corea del Sud                                                           | 1 – 1                                                                   | Giappone                                                                | Amichevole                                                              | -                                                                       |                                                                         |
| 12-12-1998                                                              | Bangkok                                                                 | Giappone                                                                | 8 – 0                                                                   | Vietnam                                                                 | Giochi asiatici                                                         | -                                                                       |                                                                         |
| 15-12-1998                                                              | Bangkok                                                                 | Giappone                                                                | 0 – 3                                                                   | Cina                                                                    | Giochi asiatici                                                         | -                                                                       |                                                                         |
| 24-3-1999                                                               | San Quintino                                                            | Francia                                                                 | 0 – 1                                                                   | Giappone                                                                | Amichevole                                                              | -                                                                       |                                                                         |
| 29-4-1999                                                               | Charlotte                                                               | Stati Uniti                                                             | 9 – 0                                                                   | Giappone                                                                | Amichevole                                                              | -                                                                       |                                                                         |
| 2-5-1999                                                                | Stati Uniti d'America                                                   | Stati Uniti                                                             | 7 – 0                                                                   | Giappone                                                                | Amichevole                                                              | -                                                                       |                                                                         |
| 17-12-2000                                                              | Phoenix                                                                 | Stati Uniti                                                             | 1 – 1                                                                   | Giappone                                                                | Amichevole                                                              | -                                                                       |                                                                         |
| 16-3-2001                                                               | Taipei                                                                  | Taipei cinese                                                           | 0 – 2                                                                   | Giappone                                                                | Amichevole                                                              | -                                                                       |                                                                         |
| 3-8-2001                                                                | Ulsan                                                                   | Corea del Sud                                                           | 1 – 1                                                                   | Giappone                                                                | Tournament of 4 Nations                                                 | -                                                                       |                                                                         |
| 5-8-2001                                                                | Gangneung                                                               | Giappone                                                                | 2 – 2                                                                   | Cina                                                                    | Tournament of 4 Nations                                                 | -                                                                       |                                                                         |
| 8-8-2001                                                                | Suwon                                                                   | Giappone                                                                | 1 – 1                                                                   | Brasile                                                                 | Tournament of 4 Nations                                                 | -                                                                       |                                                                         |
| 7-9-2001                                                                | Chicago                                                                 | Giappone                                                                | 0 – 1                                                                   | Germania                                                                | Nike Cup                                                                | -                                                                       |                                                                         |
| 9-9-2001                                                                | Chicago                                                                 | Giappone                                                                | 0 – 3                                                                   | Cina                                                                    | Nike Cup                                                                | -                                                                       |                                                                         |
| 4-12-2001                                                               | Taipei                                                                  | Giappone                                                                | 14 – 0                                                                  | Singapore                                                               | Coppa d'Asia 2001                                                       | -                                                                       |                                                                         |
| 12-12-2001                                                              | Taipei                                                                  | Giappone                                                                | 3 – 1                                                                   | Vietnam                                                                 | Coppa d'Asia 2001                                                       | -                                                                       |                                                                         |
| 3-4-2002                                                                | Poitiers                                                                | Francia                                                                 | 1 – 0                                                                   | Giappone                                                                | Tournament of 4 Nations                                                 | -                                                                       |                                                                         |
| 9-4-2002                                                                | Poitiers                                                                | Giappone                                                                | 3 – 2                                                                   | Canada                                                                  | Tournament of 4 Nations                                                 | -                                                                       |                                                                         |
| 27-8-2002                                                               | Wuhan                                                                   | Cina                                                                    | 4 – 0                                                                   | Giappone                                                                | Tournament of 4 Nations                                                 | -                                                                       |                                                                         |
| 31-8-2002                                                               | Wuhan                                                                   | Giappone                                                                | 0 – 0                                                                   | Corea del Sud                                                           | Tournament of 4 Nations                                                 | -                                                                       |                                                                         |
| 4-10-2002                                                               | Changwon                                                                | Giappone                                                                | 3 – 0                                                                   | Vietnam                                                                 | Giochi asiatici                                                         | -                                                                       |                                                                         |
| 12-1-2003                                                               | San Diego                                                               | Giappone                                                                | 0 – 0                                                                   | Stati Uniti                                                             | Amichevole                                                              | -                                                                       |                                                                         |
| 11-6-2003                                                               | Bangkok                                                                 | Giappone                                                                | 7 – 0                                                                   | Guam                                                                    | Coppa d'Asia 2003                                                       | -                                                                       |                                                                         |
| 15-6-2003                                                               | Bangkok                                                                 | Giappone                                                                | 5 – 0                                                                   | Taipei cinese                                                           | Coppa d'Asia 2003                                                       | -                                                                       |                                                                         |
| 19-6-2003                                                               | Bangkok                                                                 | Giappone                                                                | 0 – 3                                                                   | Corea del Nord                                                          | Coppa d'Asia 2003                                                       | -                                                                       |                                                                         |
| 22-7-2003                                                               | Sendai                                                                  | Giappone                                                                | 5 – 0                                                                   | Corea del Sud                                                           | Tournament of 3 Nations                                                 | -                                                                       |                                                                         |
| 21-2-2008                                                               | Chongqing                                                               | Giappone                                                                | 2 – 1                                                                   | Corea del Sud                                                           | Coppa dell'Asia orientale                                               | -                                                                       |                                                                         |
| Totale                                                                  |                                                                         | Presenze                                                                | 30                                                                      |                                                                         | Reti                                                                    | 0                                                                       |                                                                         |